# Gavin Casey
Gavin Casey (* 10. April 1907 in Kalgoorlie, Western Australia; † 25. Juni 1964 in Perth, Western Australia) war ein australischer Schriftsteller.

## Leben
Casey besuchte staatliche Schulen und die Kalgoorlie School of Mines. Er war dann als Journalist tätig und schrieb für The Bulletin. Von 1945 bis 1947 war er Direktor des Australischen Nachrichten- und Informationsbüros in New York City. Später arbeitete er im Department of Information in Canberra.
Er schrieb Kurzgeschichten, Romane sowie ein kulturgeschichtliches Werk.

## Werke
- It’s Harder for Girls and Other Stories, 1942
- Birds of a Feather, 1943
- Downhill Is Easier, 1945
- The Wits Are Out, 1947
- City of Men, 1950
- Snowball, 1958
- Amid the Plenty, 1962
- The Man Whose Name Was Mud, 1963
- The Mile that Midas Touched, 1964, gemeinsam mit Ted Mayman